# Åland Distillery
Åland Distillery är ett åländskt destilleri vid Kastelholms slott i Sund, Åland. Bolaget grundades 2019 av Smakbyn, Stallhagen, Silverskär, Ålands Utvecklings Ab och Carl Lönndahl. Sedan 2021 är Smakbyn tillsammans med Tony Asumaa och Ola Brandborn ägare för bolaget.
2020 lanserade destilleriet sina två första produkter "Åland Distillery Gin" och "Åland Distillery Long Drink".